# Simão da Cunha Pereira (bisneto)
Simão da Cunha Pereira (bisneto) (Vila do Príncipe, 1822 — Serro, 13 de novembro de 1862) foi um médico e político brasileiro.
Estudou na cidade natal, no Colégio do Caraça e na Faculdade de Medicina do Rio de Janeiro, formando-se médico doutor em 1847 e passando a clinicar no Serro.
Filiado ao Partido Conservador, tornou-se político de influência no norte de Minas, elegendo-se deputado provincial nas legislaturas 1858-59 (12a. leg.), 1860-61 (13a. leg.) e 1862-1863 (14a. leg).
Presidiu a Assembléia Provincial de Minas Gerais no terceiro mandato, 14a. legislatura (1862-1863), tendo falecido nesse cargo em 13 de Novembro de 1862, quando regressou ao Serro, MG, dessa sessão.
Era filho do Capitão-de-Milícias Simão da Cunha Pereira da Silveira e de Ignez Lidora Rosa de Queirós. Neto paterno do Cadete Francisco Antônio da Silveira e de Marianna Luciana da Cunha Pereira. Neto materno do Capitão-de-Ordenança Carlos Pereira de Sá (Filho) e de Luiza Victória de Siqueira Henriques de Ayala. Seus bisavós paterno-paternos ainda são desconhecidos. Bisneto paterno-materno do Capitão de Dragões Simão da Cunha Pereira e de Ignácia Mendes Ramos. Bisneto materno-paterno de Carlos Pereira de Sá (pai) e de Lucianna Ribeiro de Magalhães e bisneto materno-materno do Capitão Bento Joaquim de Siqueira Henriques da Ayalla e de Ignácia Mendes Ramos.
Residiu na bela casa onde hoje se encontra instalada a Policlínica Municipal, atrás da Igreja Matriz do Serro. É uma das mais antigas e representativas construções da cidade, em estilo colonial, possuindo dois pavimentos, com janelas rasgadas protegidas por guarda-corpo, na parte superior.